# Gigi Ibrahim
Gihan "Gigi" Ibrahim er en egyptisk journalist, blogger og socialistisk aktivist. Hun tilhører en ny generation af borgerjournalister, der dokumenterer begivenheder på sociale medier.